# تیبور چرنایی
تیبور چرنایی (مجاری: Tibor Csernai; ۳ دسامبر ۱۹۳۸ – ۱۱ سپتامبر ۲۰۱۲) بازیکن فوتبال اهل مجارستان بود.
وی به‌همراه تیم ملی فوتبال مجارستان در بازی‌های المپیک تابستانی ۱۹۶۴ به مقام قهرمانی دست پیدا کرده‌است.